# Staroje Ajmanovo
Staroje Ajmanovo (Russisch: Старое Айманово, Tataars: Иске Айман) is  een dorp in het rayon Aktanysj, Tatarije, Rusland. Het dorp werd gesticht in de XVII eeuw. De eerste vermelding van het dorp was in 1682.
De bevolking bedroeg in 2002 ongeveer 360 mensen, hoofdzakelijk Wolga-Tataren.
Het dorp heeft Moskoutijd. De postcode is 423739.

## Beroemde inwoners
Staroje Ajmanovo was de geboorteplaats van Gabdoelchaj Achatov, filoloog, turkoloog en linguist, gespecialiseerd in Tataarse dialecten.